# Foden
Foden – dawne brytyjskie przedsiębiorstwo branży motoryzacyjnej produkujące samochody ciężarowe i autobusy.
Przedsiębiorstwo powstało w 1887 roku pod nazwą Edwin Foden, Sons & Co. i zajmowało się początkowo produkcją silników. W 1980 roku Foden został nabyty przez przedsiębiorstwo PACCAR. W 2006 roku zaprzestano używania marki Foden.